# 나카가와 마사히코
나카가와 마사히코(일본어: 中河 昌彦, 1969년 8월 26일 ~ )는 일본의 전 축구 선수이다.

## 구단 경력
1992년 J1리그의 요코하마 플뤼겔스에 입단했다. 1995년 요코하마 마리노스로 이적했다. 1997년까지 16경기에 출전. 1998년 교토 퍼플 상가로 이적했다. 2000년 나고야 그램퍼스 에이트로 임대 이적했다. 2001년 교토 퍼플 상가로 복귀했다. 2002년후 현역 은퇴.